# Saison 2010-2011 du Club africain
 (juillet 2023).
Si vous disposez d'ouvrages ou d'articles de référence ou si vous connaissez des sites web de qualité traitant du thème abordé ici, merci de compléter l'article en donnant les références utiles à sa vérifiabilité et en les liant à la section « Notes et références ».
Maillots
Chronologie
Saison suivante
La saison 2010-2011 du Club africain est la 56e saison consécutive du club dans l'élite. À la suite de sa deuxième place dans le championnat précédent, l'équipe participe à la Ligue des champions de la CAF. À la suite du forfait de l'Espérance sportive de Tunis, le club participe à la Coupe nord-africaine des clubs champions. Il tente également de s'imposer à nouveau en coupe de Tunisie.

## Mercato d'été
| Type                   | Joueur             | Ancien/Nouveau club                  |
| Transfert              | Anis Ben Amor      | Avenir sportif de Kasserine (D1)     |
| Transfert              | Abdelkader Khchech | Union sportive monastirienne (D1)    |
| Transfert              | Hichem Essifi      | Union sportive monastirienne (D1)    |
| Transfert              | Opoku Antwi        | Gamba All Blacks F.C. (D1)           |
| Transfert              | Khaled Zeïri       | Stade tunisien (D1)                  |
| Transfert              | Foued Khazri       | Gazélec Ajaccio (CFA)                |
| Transfert              | Cuthbert Malajila  | Dynamos FC Harare (D1)               |
| Fin de contrat         | Anis Boujelbene    | Sans club                            |
| Résiliation de contrat | Yassine Bouchaâla  | Espérance sportive de Zarzis (D1)    |
| Résiliation de contrat | Vincent Tchalla    | Sans club                            |
| Résiliation de contrat | Anis Amri          | Espoir sportif de Hammam Sousse (D1) |
| Résiliation de contrat | Mohamed Bachtobji  | Espérance sportive de Tunis (D1)     |
| Résiliation de contrat | Mohamed Jabberi    | Sans club                            |
| Transfert              | Ezenwa Otorogu     | Orlando Pirates FC (D1)              |
| Prêt                   | Slim Bacha         | Avenir sportif de La Marsa (D1)      |
| Prêt                   | Atef Dkhili        | Olympique de Béja (D1)               |
| Prêt                   | Alaa Bouslimi      | El Gawafel sportives de Gafsa (D1)   |

## Mercato d'hiver
| Type                   | Joueur               | Ancien/Nouveau club                  |
| Transfert              | Aymen Soltani        | Espoir sportif de Hammam Sousse (D1) |
| Transfert              | Mohamed Ali Souidi   | Contrat professionnel                |
| Transfert              | Wajdi Mechergui      | Contrat professionnel                |
| Transfert              | Hamza Agrebi         | Contrat professionnel                |
| Transfert              | Atef Dkhili          | Retour de prêt                       |
| Transfert              | Ézéchiel Ndouassel   | USM Blida (D1)                       |
| Transfert              | Mohamed Ali Gharzoul | Sans club                            |
| Transfert              | Edouard Ndjodo       | SV Horn                              |
| Résiliation de contrat | Abdelmoneem Derbali  | El Gawafel sportives de Gafsa (D1)   |
| Résiliation de contrat | Foued Khazri         | Sans club                            |

## Entraîneurs
Le Club africain a quatre entraîneurs différents durant la saison 2010-2011 : François Bracci du 1er juillet au 30 août 2010, puis Mrad Mahjoub du 30 août au 29 décembre 2010, puis Kais Yaâkoubi du 29 décembre 2010 au 16 mai 2011, puis Faouzi Benzarti pour le reste de la saison.